# دواين دي روزاريو
دواين أنتوني دي روزاريو (بالإنجليزية: Dwayne Anthony De Rosario) (مواليد 15 مايو 1978 في سكاربورو) لاعب كرة قدم كندي دولي يجيد اللعب في خط الوسط . يلعب حاليا لصالح نادي تورونتو الكندي منذ 2009 .

## روابط خارجية
- دواين دي روزاريو على موقع الاتحاد الدولي (مؤرشف)  (الإنجليزية)
- دواين دي روزاريو على موقع الدوري الأمريكي (الإنجليزية)
- دواين دي روزاريو على موقع قاعدة بيانات كرة القدم.إي يو (الإنجليزية)
- دواين دي روزاريو على موقع ناشيونال فوتبول تيمز (الإنجليزية)
- دواين دي روزاريو على موقع Soccerbase.com (لاعب) (الإنجليزية)
- دواين دي روزاريو على موقع Soccerway.com (الإنجليزية)
- دواين دي روزاريو على موقع عالم كرة القدم.نت (الإنجليزية)
- دواين دي روزاريو على موقع كووورة